# Sürgöny (diplomácia)
A sürgöny (franciául dépeche, olaszul dispaccio), a külügyminisztérium és annak diplomáciai közegei között váltott hivatalos iratok, egyrészről utasítások, másrészről jelentések neve. A név a továbbítás sürgősségéből ered. Innen egykor a köznyelvben sürgönyöknek nevezték általában a különös gyorsasággal, futárokkal továbbított hivatalos iratokat és általában a táviratokat.